# Tomasz Bajer
Tomasz Bajer (sinh năm 1971) là một nghệ sĩ thị giác người Ba Lan. Anh quan tâm đến các hiện tượng đương đại cũng như các khái niệm xoay quanh tự do văn hóa, các vấn đề xã hội và chính trị.
Năm 1997, anh được trao chứng nhận và phần thưởng cho công việc nghệ thuật của mình tại Học viện Mỹ thuật ở Wrocław (Ba Lan). Tomasz Bajer đã hai lần được nhận tài trợ của Bộ Văn hóa và từng tham gia chương trình nghệ sĩ cư trú ở Carrara, Essen, Strassbourg, Munich và Newcastle (Vương quốc Anh). Anh đã được đề cử cho Giải thưởng Europaeisches Kolleg der Bildenden Kuenste ở Berlin. Các hoạt động nghệ thuật của anh bao gồm nghệ thuật khái niệm, nghệ thuật hành động, nghệ thuật ngôn ngữ, nghệ thuật sắp đặt, đồ vật, điêu khắc, đa phương tiện và hội họa.
Trong các tác phẩm của mình, Tomasz Bajer khám phá các vấn đề của hình ảnh bao gồm nhận thức về thực tại và sự đại diện mang tính biểu tượng của hình ảnh trên các phương tiện truyền thông. Anh chỉ ra những thông điệp đầy tính mâu thuẫn trong chính trị (gây nhiễu văn hóa), kinh tế và nhân quyền. Bằng cách sử dụng cùng một phương tiện và các yếu tố mô tả bằng biểu tượng hoặc bằng cách sao chép chính xác các đồ vật, anh tạo ra được một tác phẩm nghệ thuật có ý nghĩa hoàn toàn trái ngược với tác phẩm gốc.